# Couteau suisse

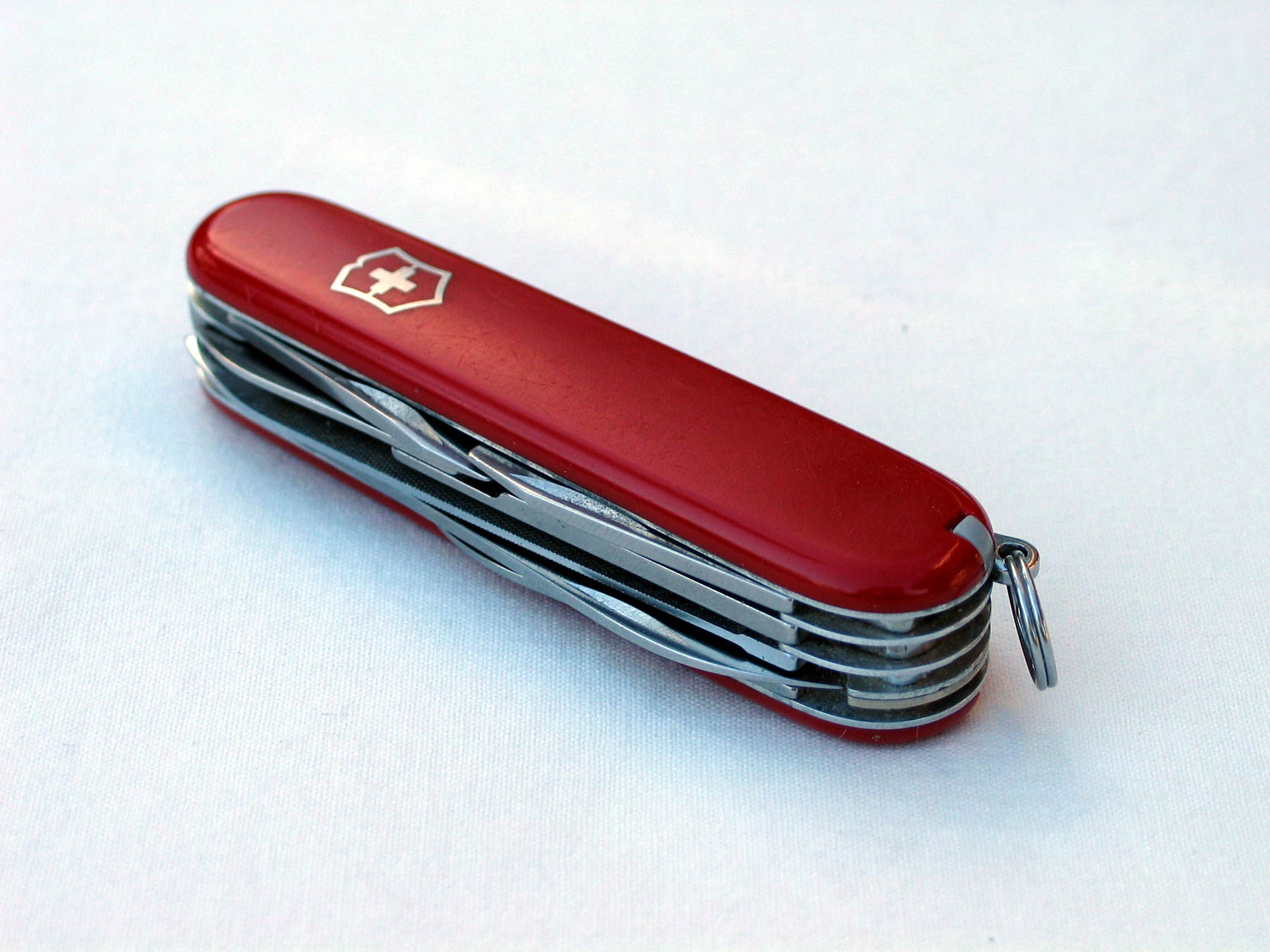
Un couteau suisse produit par Victorinox.

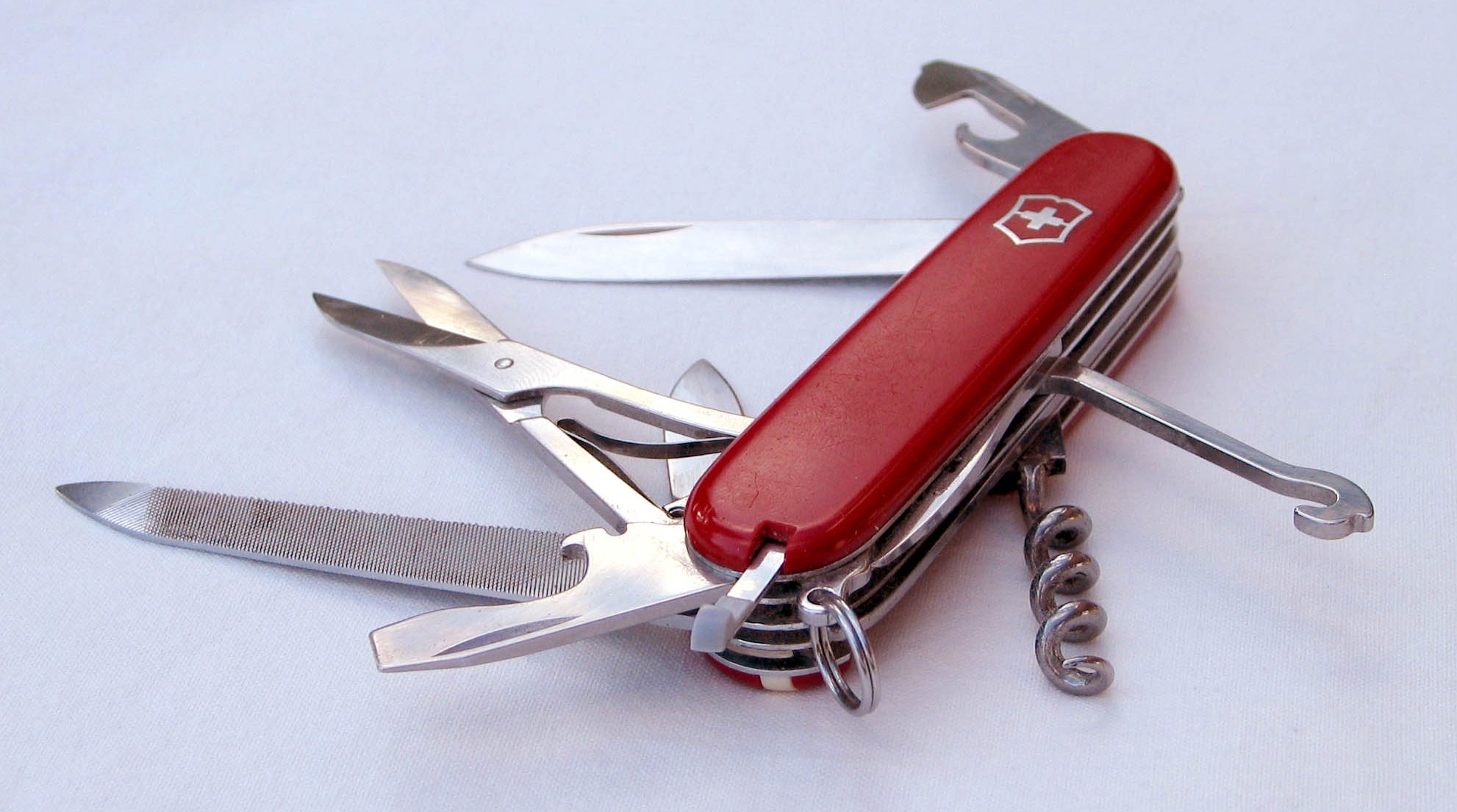
Couteau suisse Victorinox déplié.

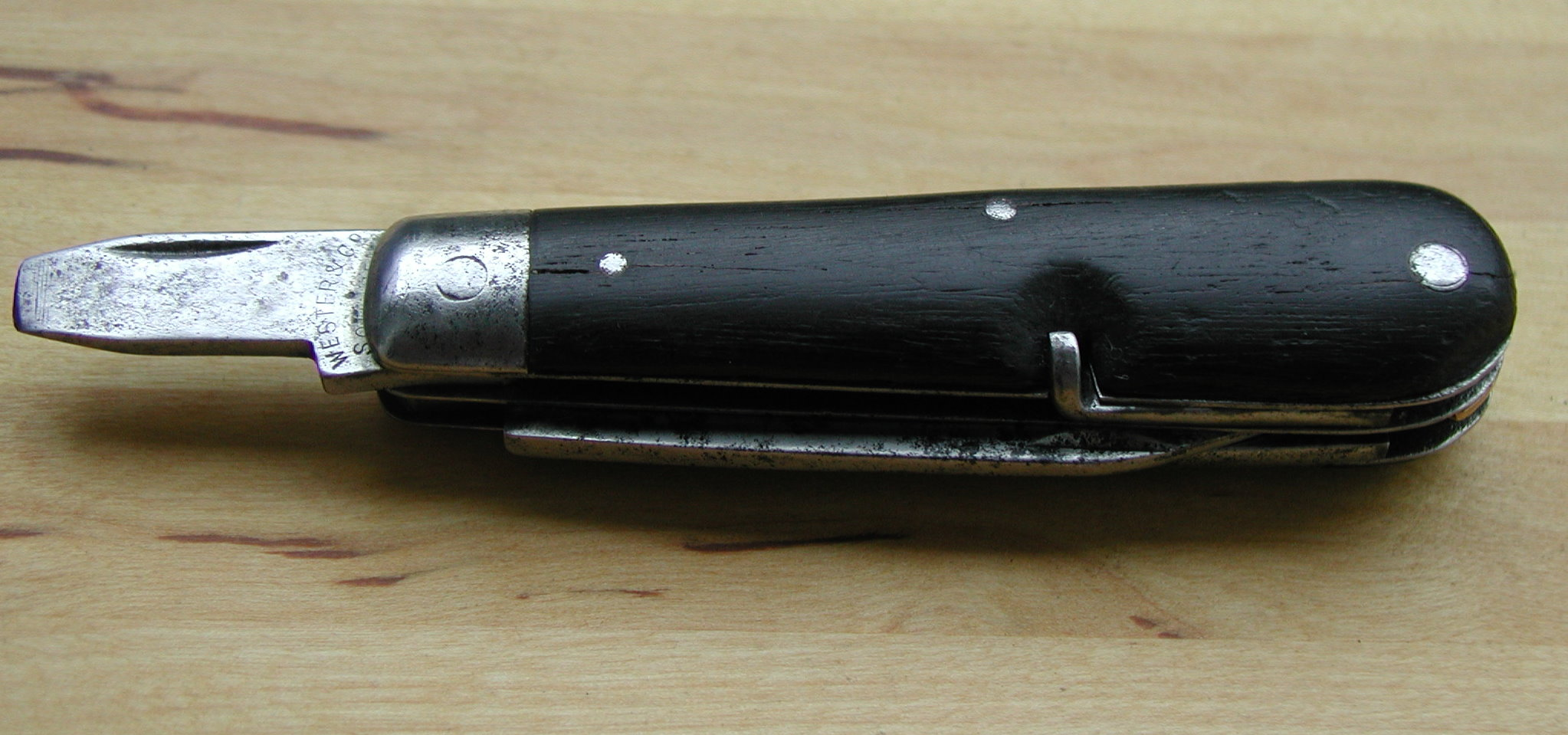
Premier couteau de l'armée suisse, modèle 1890.

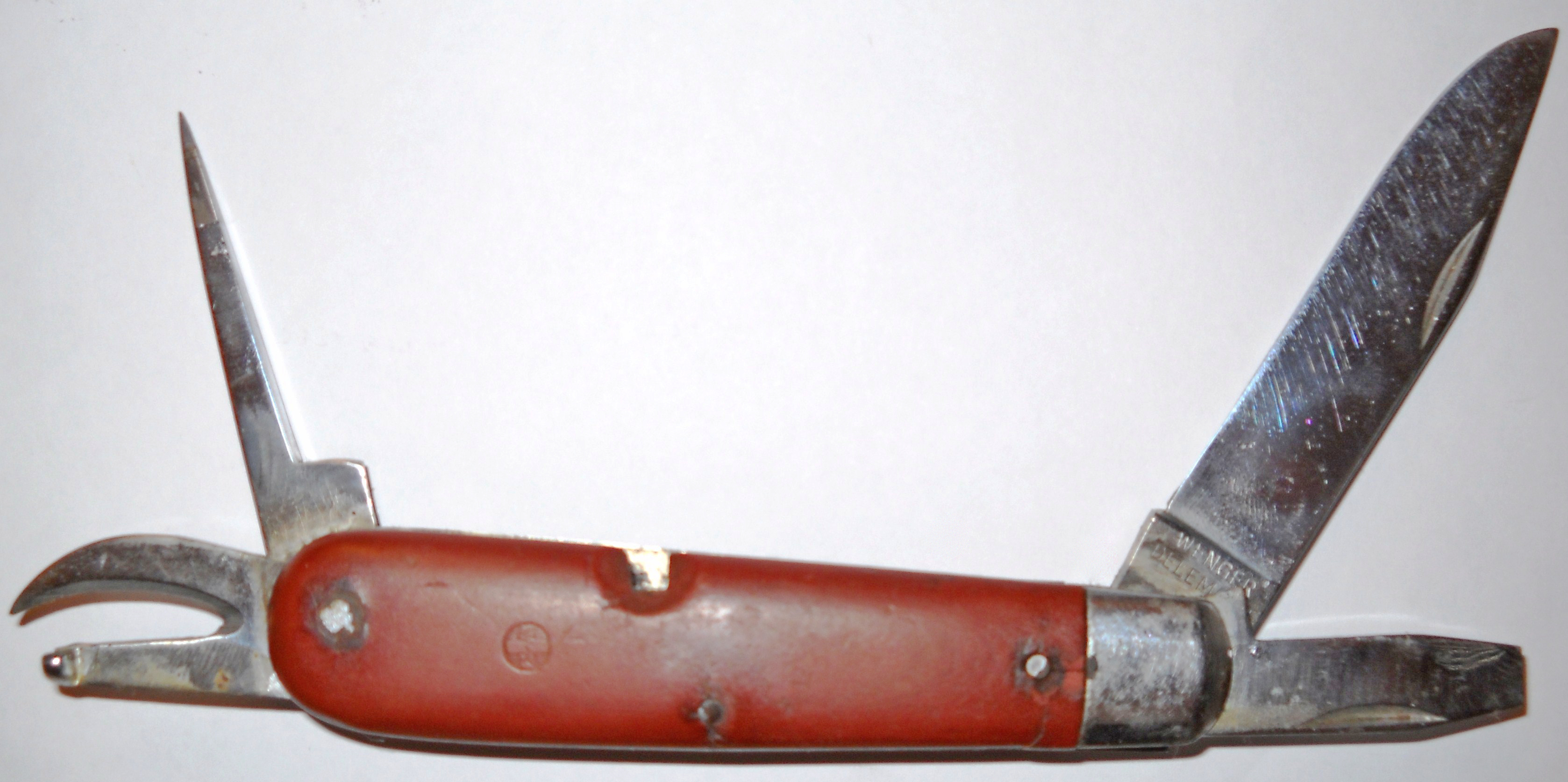
Couteau de l'armée suisse, modèle 1908 (utilisé jusqu'en 1951).

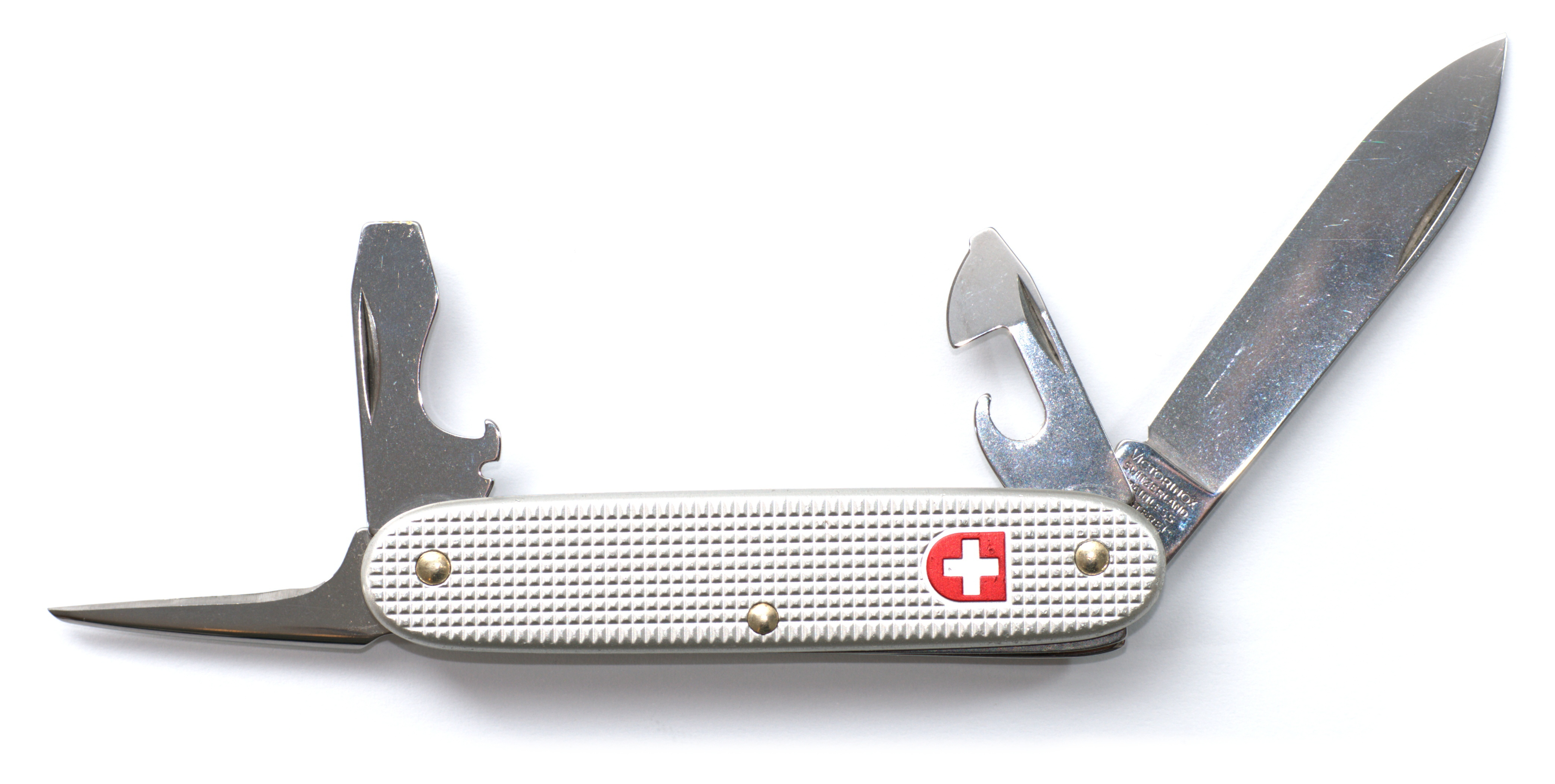
Couteau de l'armée suisse, modèle 1961 (utilisé jusqu'en 2008).

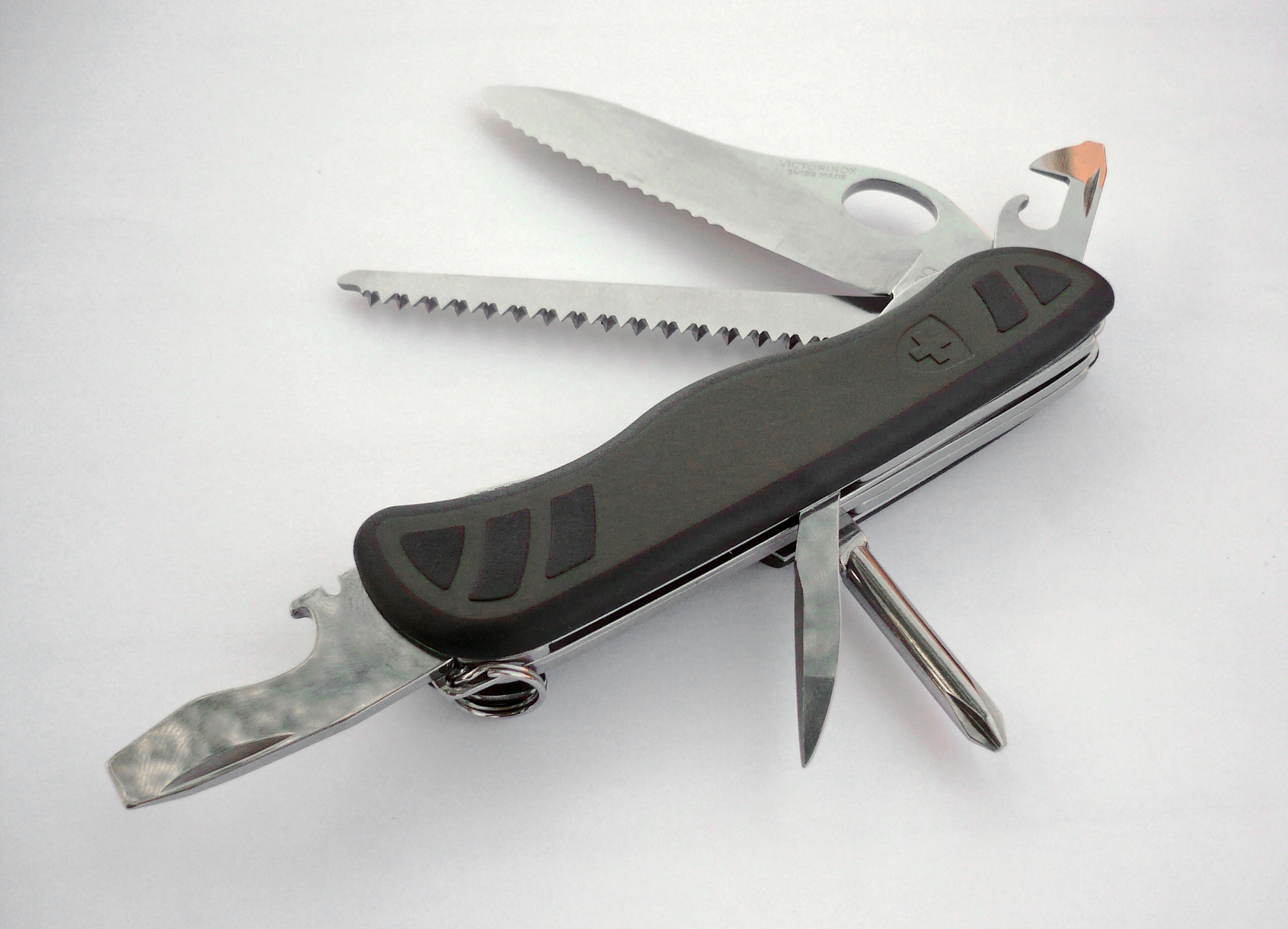
Couteau de l'armée suisse, modèle 2008.

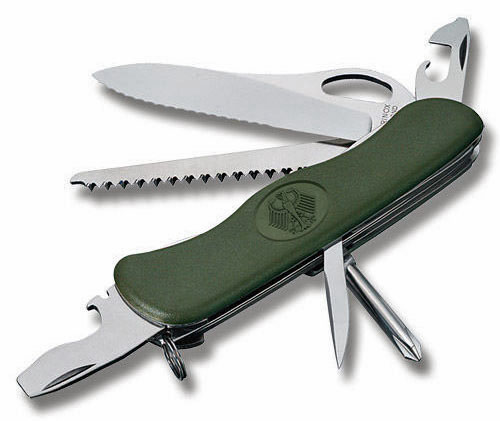
Couteau de la Bundeswehr produit par Victorinox.

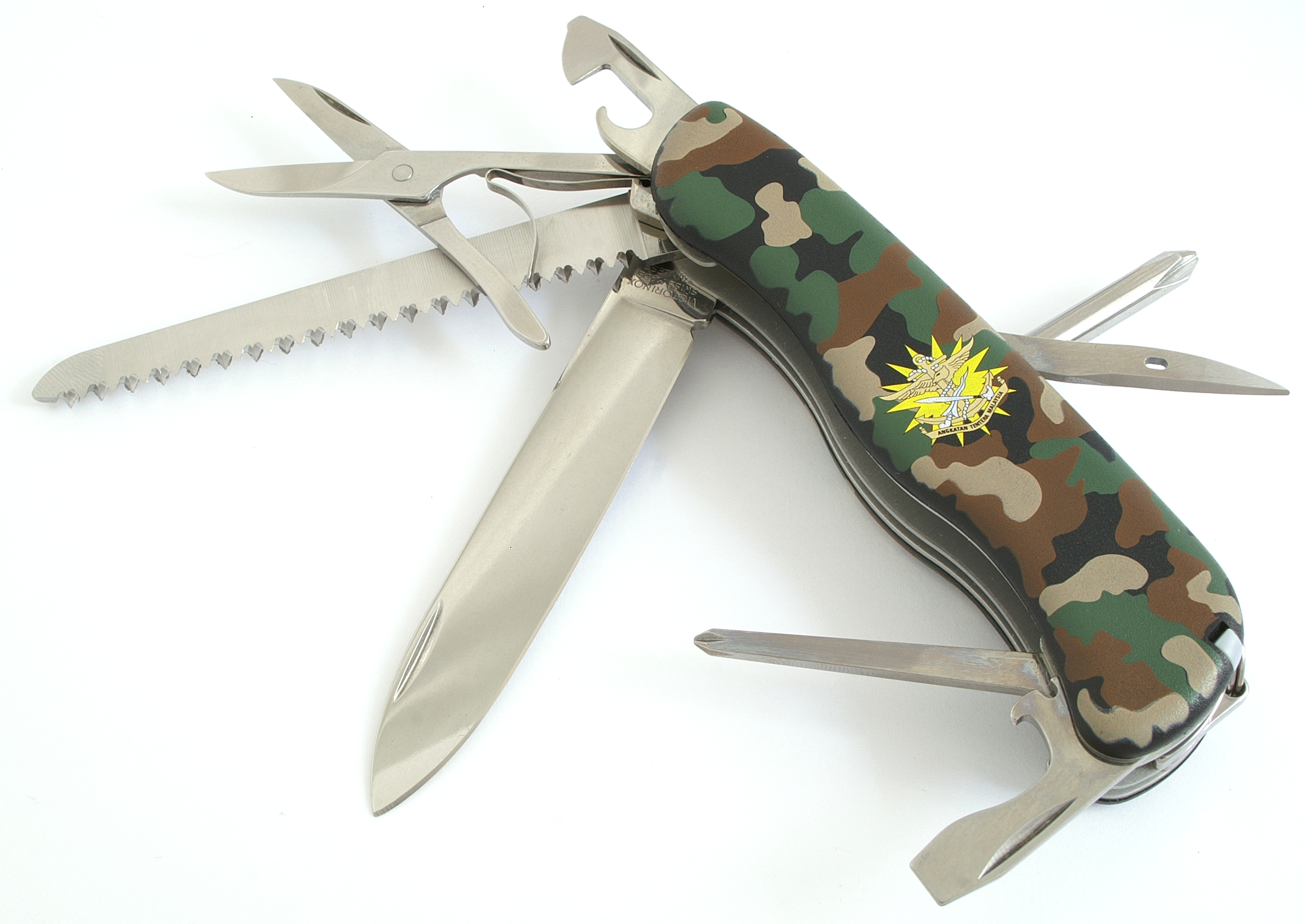
Couteau suisse de l'armée malaisienne.

Le couteau suisse est un couteau de poche multifonction constitué d'un couteau, associé à de nombreux outils. La lame du couteau et les outils étant pliables dans le manche, le couteau suisse a ainsi un format de poche tout en assurant de multiples fonctions.

## Histoire du couteau de l'armée suisse
À la fin des années 1880, l'armée suisse décide d'acheter un nouveau couteau pliant pour ses soldats, devant servir entre autres à manger (couteau de cuisine) et à démonter le fusil d'ordonnance. Les outils intégrés à ce modèle sont une lame, un ouvre-boîte, un tournevis plat et un poinçon.
En janvier 1891, l'armée suisse déclare ce couteau bon pour le service, sous le nom « Modèle 1890 ». Il dispose d'une poignée en bois de chêne noirci (certains exemplaires ont ensuite été fabriqués en ébène).
Comme, à cette époque, aucune société suisse n'a la capacité de production nécessaire, les quinze mille premiers couteaux sont livrés par le fabricant allemand de couteaux Wester & Co. de Solingen en octobre 1891. Déjà, à la fin de 1891, la compagnie Karl Elsener (en) à Ibach dans le canton de Schwyz, qui devient par la suite Victorinox, a pris le relais. De nombreux autres fabricants de couteaux d'Allemagne et de Suisse ont fabriqué ces couteaux et les modèles suivants, y compris la firme créée en 1893 à Delémont sous le nom de Paul Boéchat & Cie, et qui devient plus tard Wenger SA.
Jusque dans les années 1990, les couteaux remis aux militaires suisses portent un poinçon avec les lettres KMV (Abréviation de « Kriegsmaterialverwaltung », soit « Intendance du matériel de guerre » en français).
En 2005, Wenger est racheté par son concurrent Victorinox, à la suite de difficultés financières depuis 2001, mais poursuit son activité comme marque distincte. Selon Victorinox, ce rachat a pour but d'empêcher une reprise par des investisseurs étrangers, qui aurait pu ternir la réputation du couteau suisse.
Fin 2007, l'armée suisse annonce son intention d'acheter un nouveau modèle de couteau, mieux adapté aux besoins actuels. À la suite d'une polémique, l'appel d'offre étant international, c'est finalement Victorinox qui remporte le contrat.
En 2014, Victorinox annonce la disparition de la marque de couteaux Wenger, qui travaille désormais dans le domaine de l’horlogerie et de la bagagerie.

## Modèle de couteau suisse
Depuis son lancement en 1891, le couteau de l'armée suisse a été adapté à plusieurs reprises. Il existe cinq modèles différents, le numéro de modèle correspond à son année d'introduction : 1890, 1908, 1951, 1961, et finalement le couteau de soldat 08. Les différents modèles ont également été partiellement révisés et existent donc en différentes versions. Depuis le modèle 1961, les sociétés Victorinox et Wenger sont officiellement les seuls fabricants du couteau suisse.
Les principales nouveautés du modèle 08 sont :
- une lame dentelée et plus longue qui peut s'ouvrir d'une seule main ;
- un mécanisme de blocage de la lame et du décapsuleur/tournevis plat en position ouverte ;
- un tournevis cruciforme ;
- une scie ;
- un revêtement antidérapant sur le manche.

Les couteaux militaires ne comportent jamais de tire-bouchon. Les fonctionnalités de ce couteau sont en tout point semblables au couteau utilisé dans l'armée allemande (également produit par Victorinox), seul le manche est différent. Depuis juillet 2017, un couteau similaire au modèle 08 figure au catalogue de la Defense Logistics Agency sous la dénomination de Knife Combat Utility. La version américaine diffère par la surface brune des parties métalliques et une inscription US sur le manche.

## Couteaux pour le marché civil
Le couteau militaire originel était très robuste, mais également assez lourd (144 g). En 1894, l'inventeur Karl Elsener (en) développe un couteau spécifiquement pour les officiers suisses, plus léger et avec une petite lame supplémentaire, ainsi qu'un tire-bouchon. Les officiers suisses ne reçoivent pas ces couteaux de l'armée, mais beaucoup s'en procurent dans les coutelleries civiles. Le couteau militaire peut également être obtenu sur le marché civil.
Le 12 juin 1897, l'industriel Karl Elsener fait protéger son invention et prend un brevet sur le « couteau d'officier suisse et de sports ». Plus tard, il nomme le couteau du nom de sa mère, Victoria et en 1921, avec l'utilisation de l'acier inoxydable ou « inox », la marque devient Victorinox.
La popularité mondiale de ce couteau naît après la Seconde Guerre mondiale, lorsque des soldats américains le découvrent lors de leur séjour en Europe. Le nom international de « Swiss Army Knife » est dû à la difficulté de prononciation du nom officiel allemand « Schweizer Offiziersmesser » par ces soldats. Le couteau connaît ensuite de nombreuses améliorations au fil des années.
Les modèles grand public sont en majorité de couleur rouge, à la différence des modèles militaires. Ils arborent un écusson suisse différent selon le constructeur. La grande qualité de la fabrication contribue à la réputation de ces produits. Il existe aussi beaucoup d'imitations bon marché, provenant en général de Chine. Leur qualité est généralement décevante ; l'acier utilisé s'oxyde facilement et le système d'articulation des lames prend rapidement du jeu.
Les outils les plus courants du couteau suisse sont : le cure-dent, le tournevis plat combiné avec un décapsuleur, la pincette, la paire de ciseaux, l'ouvre-boîte, le tire-bouchon, le poinçon, etc. Le tire-bouchon est fabriqué par l'entreprise Bonpertuis à Apprieu en France. Plus récemment, sont apparus des accessoires tels qu'un altimètre, une montre, une lampe de poche, un pointeur laser, un stylo, une clé USB, etc.
En 2007, la filiale de Victorinox, Wenger SA, crée un couteau avec tous les outils disponibles, soit 87 outils pour 141 fonctions, le « Wenger 16999 ».
En 2014, Victorinox annonce la disparition de la marque Wenger (rachetée par Victorinox en 2005) ; la marque Wenger existe toujours, mais travaille désormais dans l’horlogerie ou la bagagerie. Quelques couteaux Wenger absents de la gamme Victorinox sont conservés, mais portent désormais le blason de Victorinox et non la croix Wenger sur le manche. Certains outils deviennent d'origine Victorinox (comme l'ouvre-boîte) et le marquage de lame est spécifique. L'usine Wenger de Delémont est conservée.
En 2015, la société Helvetica Brands, basée à Delémont, lance une gamme de couteaux suisses sous la marque Swiza, qui entre en concurrence avec Victorinox.

## Impact culturel
Le couteau suisse est devenu très populaire, au point que son nom est passé dans le langage commun pour exprimer l'idée de la multifonctionnalité ou du côté ingénieux et pratique d'une chose,
d'une idée ou de quelqu'un : « C'est un véritable couteau suisse ». Par exemple, la comédie américaine Swiss Army Man joue sur cette expression (le terme « Swiss army knife » désignant un couteau suisse en anglais) en introduisant un personnage dont l'étonnante polyvalence fait avancer l'intrigue.
La nature polyvalente de l'outil a également inspiré un certain nombre d'autres gadgets.
On parle aussi de « syndrome du couteau suisse » pour désigner une recherche de polyvalence excessive.
Le couteau suisse a été ajouté à la collection du Museum of Modern Art de New York et du Munich State Museum of Applied Art pour sa conception. Le terme « Swiss Army » est actuellement une marque déposée appartenant à Victorinox AG et à sa filiale Wenger SA.
Un modèle de couteau suisse de marque Wenger particulièrement grand, le « Wenger 16999 », a inspiré un grand nombre de critiques humoristiques sur le site marchand d'Amazon.

## Dans la fiction
Le couteau suisse est associé au héros Angus MacGyver de la série télévisée MacGyver, qui résout une grande partie de ses problèmes grâce à ses talents de bricoleur et à son fidèle couteau suisse.